# Мильхемет мицва
Мильхемет мицва или милхемет мицва (ивр. מלחמת מצווה‎, «война по заповедям») — термин, обозначающий войну во времена Танаха, когда царь Израильского царства вступал в войну, чтобы выполнить что-то, основанное на Торе и требуемое ею, без необходимости одобрения Синедриона, например, война против Амалека. Напротив, милхемет решут (מלחמת רשות, «разрешенная война») — это дискреционная война, которая, согласно еврейскому закону, требует разрешения Синедриона.
В отличие от войн милхемет решут, которые, как правило, велись с целью расширения территории или по экономическим причинам и имели положения об освобождении от ответственности, милхемет мицва, как правило, применялась в оборонительных войнах, когда жизненно важные интересы находились под угрозой.

## Применимость в наше время
Термины милхемет мицва и милхемет решут применялись позднейшими раввинами для описания войн, которые происходили в более ранние времена и которые велись против царей царств Израиля и Иудеи. С тех пор милхемет решут не применялся и не использовался; поскольку у еврейского народа нет ни царя, ни общепризнанного Синедриона, нет религиозной власти, которая бы санкционировала милхемет решут. Тем не менее, существует более одного описания терминов «Милхемет-мицва» и «Милхемет-решут». Согласно Иерусалимскому Талмуду (IV—V вв.), «Милхемет Решут» описывается как наступательная война, а не оборонительная война, которая называется «Милхемет-мицва». Дискуссия об обязательных и разрешенных войнах также применима к определённым исключениям, предоставляемым отдельным лицам в древнем израильском и иудейском обществе: помолвленным мужчинам, тем, кто только что завершил строительство своего дома и ещё не жил в нём. и тем, кто ещё не вспахал свое поле перед войной. Все эти льготы предоставляются только в случае с «Милхемет Решут». Ученые Талмуда как Иерусалимского, так и Вавилонского Талмуда обсуждали природу войн, начатых израильтянами в библейскую эпоху (Танах), как правило, склонны описывать завоевание Земли Израиля в Книге Иисуса Навина как войны мицвы, в то время как войны которые велись царем Давидом и были предназначены для расширения его царства, считались дискреционными войнами. Современные ученые также предположили, что войны-мицвы изначально означали религиозный акт.
Вопросы о галахическом оправдании войны снова возникают в наше время в связи с военными операциями Армии обороны Израиля. В той степени, в которой такие операции воспринимаются как самооборона, они рассматриваются как примеры милхемет-мицвы. Следовательно, спор о терминах, соответствующих современности, совпадает с вопросом, какова роль Израиля в арабо-израильском конфликте. Многие израильтяне воспринимают постоянные вспышки насилия как попытки подорвать еврейское государство. Большинство израильтян могут рассматривать современные войны как «мильхемет-мицву», оборонительную, и, следовательно, обязательную. С другой стороны, значительная часть израильского общества является светской и не думает о нынешнем конфликте как о религиозной войне и не использует эти исторические термины.